# ならずもの国家
ならずもの国家（ならずものこっか、英語: rogue state）とは、「世界平和に対する脅威を画策する国家（あるいは体制）」という意味合いでしばしば用いられる表現である。

## 概要
ある種の基準すなわち人権侵害を常とする独裁的政治体制の維持、テロリズムに対する支援あるいは大量破壊兵器の拡散などを行うとされる国家がこの「ならずもの国家」との形容を受ける。
この用語は1994年1月に当時のアメリカ合衆国大統領ビル・クリントンの演説で初めて使用されたものであり、前述のように国内での人権抑圧やテロリズム支援、大量破壊兵器を保有しようとする国家を指す。具体的にはクリントン政権下ではイラク、イラン、北朝鮮、リビア、シリア、スーダン、キューバの7ヶ国がならず者国家認定されていた。その後はそのような呼称は控えられたがジョージ・W・ブッシュ政権成立後は「悪の枢軸」等として再び使用されるようになり、また対テロ戦争においてはアフガニスタンのターリバーン政権やその支援を受けるアルカーイダが敵とされた。2001年10月からのアフガニスタン紛争に伴い、アフガニスタンは「ならずもの国家リスト」から除外され、2003年3月からのアメリカやイギリス等の有志連合のイラク戦争によって、イラクも同リストから外れた。
一方リビアは外交交渉及びその後のアラブの春におけるカダフィ政権の崩壊によって、現在ではアメリカの「ならずもの」認定からは除外されたと考えられている。2017年9月にアメリカ大統領のドナルド・トランプは国連総会でイラン・ベネズエラ・北朝鮮・シリアを「ならずもの国家」と非難し、同年12月に発表した国家安全保障戦略とそれに合わせた演説でもイランと北朝鮮を「ならずもの国家」とした。
アメリカの政治学者であるイアン・ブレマーは、ウラジーミル・プーチンによるウクライナ侵攻がロシアを「ならずもの国家」にしたと述べている。ロシアはウクライナに対する侵攻によって国連総会によって非難決議を出されている。
アメリカ外交問題評論家のウィリアム・ブルムのように、「ならずもの国家」なるレッテルはアメリカ自身に対してこそ相応しいとする論者もおり、実際にアメリカは大量破壊兵器を保有しており、かつそれを実戦で使用した事のある唯一の国である。
また、国際法による法の支配に抵抗していると見做されるイスラエルのような国家も「ならず者国家」であるとされることもある。イスラエルはゴラン高原の占領について国連安保理決議497で違法であるとされているほか、パレスチナに対する占領政策は国際司法裁判所によって国際法違反であるとされ、ヨルダン川西岸地区と東エルサレムから撤退すべきと勧告されている。

## 「ならず者」という訳語について
ならずもの国家 (rogue state) という概念が提唱された当初、日本ではこの概念を試訳として「ごろつき国家」としていた。しかし「ごろつき」という語感が報道向きではない（卑語である・中立的でない）という意見もあり、「悪漢国家」や「悪党国家」という訳を経て「ならずもの国家」という比較的中立的な訳語に行き着いたという経緯がある。そのため現在でも rogue state が必ずしも「ならずもの国家」と訳されないことがある。なお産経新聞は無法国家、日本の外務省は違法国家、無責任国家と意訳している。

## 参考書籍
- William Blum (2000). Rogue State: A Guide to the World's Only Superpower. Common Courage Press. ISBN 1567511945
- Noam Chomsky (2000). Rogue States: The Rule of Force in World Affairs. South End Press. ISBN 0896086119